# Polianthion biloculare
Polianthion biloculare là một loài thực vật có hoa trong họ Táo. Được Alexander Segger George mô tả khoa học lần đầu tiên năm 1967 dưới danh pháp Pomaderris bilocularis.
Năm 2006, Jürgen Kellermann chuyển nó sang chi Polianthion thành Polianthion bilocularis. Tuy nhiên, danh từ Polianthion là giống trung, như được thể hiện trong các danh pháp P. collinum, P. wichurae (loài điển hình) và P. minutiflorum mà Kellermann và cộng sự đã chuyển hoặc định danh mới năm 2006, vì thế Polianthion bilocularis là viết sai quy tắc chính tả và danh pháp đúng phải là Polianthion biloculare như ghi nhận trong POWO.

## Mẫu định danh
Mẫu định danh số A. S. George 7355; thu thập ngày 16 tháng 11 năm 1965 tại Khu bảo tồn Tuttaning, East Pingelly.

## Từ nguyên
Tính từ định danh biloculare (giống đực/giống cái: bilocularis) từ tiếng Latinh bi (hai) và loculus (ngăn, ô); ở đây để nói tới bầu nhụy 2 ngăn; một đặc điểm mà George cho là khác biệt với các loài Pomaderris không cánh hoa khác.

## Phân bố
Loài đặc hữu khu vực tỉnh thực vật tây nam Tây Úc.

## Mô tả
Cây bụi thanh mảnh, cao tới 50 cm, rậm lông măng với các lông đơn và lông hình sao. Lá hình trứng ngược-hình tim, cắt cụt, dài 4-9 mm gồm cả cuống lá dài 1-1,5 mm. Lá kèm hình mác, nhọn, màu nâu, khô xác, dài ~2 mm, có lông măng mặt ngoài, rậm lông với các lông đơn áp ép mặt trong. Hoa màu vàng, đầu cành, trong ngù hoa. Cuống cụm hoa dài 3-4 mm. Các thùy đài hoa hình mác, dài 1,5-2 mm, dài hơn nhiều so với ống đài, có lông măng mặt ngoài, nhẵn nhụi mặt trong với các gân giữa. Không cánh hoa và đĩa hoa. Nhị thò ra. Vòi nhụy mập, hơi 2 thùy. Bầu nhụy nửa hạ, rậm lông măng trên đỉnh, 2 ngăn, mỗi ngăn 1 noãn. Quả nửa thò ra, với kiểu nứt cắt vách. Hạt thuôn dài, nhẵn bóng, có áo hạt.